# Qilin (köpinghuvudort i Kina, Jiangsu Sheng, lat 31,94, long 121,35)
Qilin är en köpinghuvudort i Kina. Den ligger i provinsen Jiangsu, i den östra delen av landet, omkring 240 kilometer öster om provinshuvudstaden Nanjing. Antalet invånare är 26 397. Befolkningen består av 14 576 kvinnor och 11 821 män. Barn under 15 år utgör 10,0 %, vuxna 15-64 år 69 %, och äldre över 65 år 20,0 %.
Närmaste större samhälle är Fu'an, 6,5 km norr om Qilin. Trakten runt Qilin består till största delen av jordbruksmark.
Genomsnittlig årsnederbörd är 1 510 millimeter. Den regnigaste månaden är augusti, med i genomsnitt 205 mm nederbörd, och den torraste är januari, med 45 mm nederbörd.